# Croisty
Croisty é uma comuna francesa na região administrativa da Bretanha, no departamento Morbihan. Estende-se por uma área de 15,96 km². Em 2010 a comuna tinha 724 habitantes (densidade: 45,4 hab./km²).